# Streptolysin O
Streptolysin O (TACY) ist ein Protein der Zellwände von Streptococcus pyogenes mit hämolytischer Aktivität. Es wird bei entzündlichen Infektionen durch Streptokokken freigesetzt und ist ein Ektotoxin, das rote Blutkörperchen lysiert. Nach einer Infektion bilden sich Antikörper gegen Streptolysin O, die als Antistreptolysin O bezeichnet werden.
TACY zählt zur Gruppe der thiolaktivierten Zytolysine, Toxine, die von einer Anzahl von Gram-positiven Bakterien gebildet werden und durch ihre Fähigkeit charakterisiert sind, cholesterolhaltige Zellmembranen aufzulösen, durch ihre reversible Inaktivierung durch Oxidation und ihre Kapazität, Cholesterol zu binden.
Im Rahmen der mikrobiologisch-serologischen Diagnostik lässt sich Streptolysin mit Hilfe des sogenannten Antistreptolysintests (AST) nachweisen.